# Hálóslevél (növénynemzetség)
A hálóslevél (Fittonia) az ajakosvirágúak (Lamiales) rendjébe tartozó medvekörömfélék (Acanthaceae) családjában a Justicieae nemzetségcsoport egyik, viszonylag kevéssé ismert nemzetsége. Nevét 1865-ben két ír asszonyról: Elisabeth és Sarah Mary Fittonról kapta — ők a Beszélgetések a botanikáról (Conversations on Botany, London, 1817) című könyv szerzőiként váltak ismertté. Ezt a nevet az 1970-es évek elején véglegesítették.
A nemzetség típusfaja, a piroserű hálóslevél (vagy egyszerűen csak hálóslevél) ugyan továbbra is Fittonia verschaffeltii néven szerepel, de magát a fajt jelenleg már többnyire Fittonia albivenis néven írják le.

## Származása, elterjedése
Hazája Dél-Amerika északi része: Kolumbia, Ecuador, Peru és Észak-Brazília. A 19. század közepén két fajukat hozták át Európába — az egyiket Angliába, a másikat Belgiumba.
Előbbi leveleinek erezete fehér. Ez 1860-ban került egy angliai kertészetbe, és 1861-ben a Királyi Kertészeti Társaság már ki is állította.
A másik Adelaster albivensis néven került Belgiumba.

## Megjelenése, felépítése
Apró termetű, lágyszárú növények. Leveleiket és hajtásaikat is gyakran szőrzet borítja. Fehér vagy rózsaszín erezetű leveleik mutatósak. Apró virágaik fürtökben állnak.

## Életmódja, termőhelye
Eredeti környezetében az Andok lejtőin nő. Talajlakó, terülő.

## Felhasználása
Mutatós levelei miatt dísznövénynek termesztik.